# Ad:tech
ad:tech(アドテック)は、デジタル・マーケティングの世界会議。

## 概要
1997年、米国ロサンゼルスにて開催されたのが始まり。サンフランシスコ、ニューヨーク、マイアミ、シカゴ、ハンブルク、パリ、ロンドン、シドニー、シンガポール、北京、上海、東京で開かれている。広告主、広告代理店、テクノロジー、メディア・パブリッシャー、コンテンツホルダーが参加する。